# Тива (полис)
Вижте пояснителната страница за други значения на Тива.
Тива (на старогръцки: Θῆβαι, Thēbai, на гръцки: Θήβα, Thíva) е древногръцки полис в Беотия, Централна Гърция. Тя играе важна роля в древногръцката митология като място на действие на митовете за Кадъм, Едип, Дионисий и др. Археологическите разкопки, извършени в околностите на съвременна Тива, разкриват наличието на селище от микенската цивилизация. През 1970 г. са намерени глинени таблички с писмото Линеар Б, доказващи значението на селището през бронзовата епоха.
Тива е най-големият полис в древна Беотия, лидер на Беотийския съюз и голяма сила в древногръцката история. Тя е основен съперник на Древна Атина и може би затова взема страната на персите по време на втората гръко-персийска война 480-479 пр.н.е. Век по-късно тиванските войски под предводителството на Епаминонд слагат край на надмощието на Древна Спарта, след като побеждават в битката при Левктра през 371 пр.н.е. Макар че Тива е най-силният полис по време на нашествието на македонците, елитният Свещен отряд на Тива е напълно унищожен в битката при Херонея през 338 пр.н.е. от войските на Филип II Македонски. Само няколко години по-късно Тива е напълно разрушена от Александър Македонски (335 пр.н.е.).

## Митология
За най-ранните дни на Тива се разказват различни легенди, които по разпространеност съперничат на митовете за Троя и влиянието им се разпростира и върху възникналата по-късно класическа древногръцка литература. Някои класически поети наричат Тива Огигион по името на цар Огиг. Според други източници (например Пароската хроника) древната цитадела Кадмея е построена от Кадъм, подпомогнат от спартиатите – воини, изникнали от посетите драконови зъби – предци на знатните тивански родове. Като се позовава на египетска легенда Павзаний приписва строежа на крепостните стени със седем порти на Амфион, който с магическите звуци на лирата си карал камъните да се движат..

## Бронзова и ранно-желязна епоха
Археологическите находки показват, че мястото е населено още от ранната бронзова епоха. Руините на двореца в Кадмея са в минойски стил и са украсени с фрески на тивански жени в минойски дрехи; намерени са вази от Крит които свидетелстват за контакти с минойската цивилизация. През 1970 г. са извършени разкопки на каменни гробници, съдържащи оръжия, слонова кост и глинени таблички, изписани с писмото Линеар Б от микенския период. Кръгли печати от Месопотамия, намерени през 1964 г., подкрепят мнението на Херодот, че Кадъм въвежда в Гърция финикийската писменост..
Централното разположение и укрепените стени спомагат за нарастване на ролята на Тива в Беотия. Тя е съперник на древния Аргос като център на властта, но малко преди Троянската война (около 1200 г. пр.н.е.) е разрушена от синовете на седемте срещу Тива, описано в трагедията на Есхил. За събитията преди Архаичния период не са запазени много подробности, освен че е имало поземлена аристокрация с установени правила за собствеността на земята и наследяването.

## Архаичен и класически период
В Илиада Тива често е наричана „седмоврата“ (Θῆβαι ἑπτάπυλοι, Thebai heptapyloi) (Илиада, IV.406) за разлика от „стовратата Тива в Египет“ (Θῆβαι ἑκατόμπυλοι, Thebai hekatompyloi) (Илиада, IX.383).
В края на 6 в пр.н.е. тиванците за първи път се сблъскват с атиняните, които се притекли на помощ на жителите на Платея, отстояващи независимостта си. Сформиран е Беотийски съюз, доминиран от Тива от 5 в пр.н.е. Враждата с Атина може да обясни отношението на Тива към персийските нашественици по време на Гръко-персийските войни (480 – 479 г. пр.н.е.). Макар по време на битката при Термопилите на страната на цар Леонид да се бие тивански контингент от 400 души, който търпи поражение заедно със спартанците, тиванската аристокрация се бие с готовност на страната на Ксеркс I в битката при Платея през 479 г. пр.н.е. След поражението Тива е наказана, като е лишена от водачеството на Беотийския съюз, а опитът на спартанците да я изключат и от Делфийската амфиктиония не успява само защото Атина не се съгласява.
През 457 г. пр.н.е. Спарта преосмисля политиката си, нуждаейки се от подкрепа в централна Гърция срещу Атина, и Тива възвръща позициите си като водеща сила в Беотия, като стремежът ѝ е да подчини по-малките полиси в Беотия и особено Платея, но те са подпомогнати от Атина. Когато атиняните окупират всичко наоколо през 457 – 447 г. пр.н.е. голямата цитадела Кадмея устоява и служи за център на съпротива. В Пелопонеските войни тиванците са твърди съюзници на Спарта. Със спартанска помощ Платея е обсадена и превзета през 427 г. пр.н.е. Три години по-късно атиняните търпят военно поражение в битката при Делиум и тиванците демонстрират за първи път онази военна организация, която не след дълго ги превръща в доминираща сила в Гърция. След края на войната обаче тиванците напускат съюза си със Спарта. През 404 г. пр.н.е. призовават за пълното разрушение на Атина, но на дело подпомагат възстановяването на демокрацията с надеждата атиняните да ги подкрепят срещу Спарта. Следва период на военни действия със Спарта, част от които е Коринтската война, в която Тива е подкрепяна от Атина, Коринт и Аргос и дори от Персия. Краят на тази война през 387 г. пр.н.е. не е много благоприятен за Тива, тъй като се дава право на политическа автономия на всички полиси противно на желанието на Тива да доминира.
През 382 г. пр.н.е. спартанците окупират Тива и в цитаделата е разквартируван спартански гарнизон. Тиванците, изпратени в изгнание, се обединяват и се приготвят със скрита помощ от страна на атиняните да си възвърнат града. Епаминонд, който ще се прослави като голям тивански военачалник, започва да подготвя млади мъже и през 379 пр.н.е. малка група изгнаници, начело с Пелопид, прогонва спартанците и поставя начало на период на демокрация.
В последвалите войни със Спарта Епаминонд и Пелопид са начело на тиванците, сред които изпъква елитният свещен отряд, изиграл решаваща роля в битката при Левктра (371 г. пр.н.е.) Тиванската победа отслабва огромното влияние на Спарта а тиванците се прославят като защитници на онеправданите, тъй като нахлуват в Пелопонес и освобождават множество илоти. Военни експедиции се отправят и към Антична Тесалия и Древна Македония.
Към 360 г. пр.н.е. центърът на събитията се премества от Спарта към противоборството между Тива и Атина, но нито една от двете не притежава достатъчно мощ, за да се наложи над другата.

## Упадък и разрушение
В усилията си да контролират големи територии и на юг, и на север и да установят хегемония тиванците надценяват възможностите си. Покореното население отказват да им се подчиняват, а съперничеството с атиняните се възобновява. При нарастващата опозиция на по-малките полиси срещу тиванците Епаминонд организира своята последна експедиция в Пелопонес през 362 г. пр.н.е. Макар че битката при Мантинея завършва без победител, в нея загива Епаминонд и това слага началото на края на тиванския разцвет. И двете страни имат потенциал да възвърнат водещите си позиции, но и двете нямат необходимите ресурси, а Тива загубва и водачите си. Чрез дипломация тя се опитва да запази доминиращото си положение в Делфийската амфиктония, но фокидците завземат светилището в Делфи със сила. В последвалата Трета свещена война (356 – 346 г. пр.н.е.) Тива дори търси помощ от Филип Македонски, което спомага за нарастване на неговото политическо влияние. Фокидските войски са победени и Филип затвърждава властта си над Тесалия и се превръща в реална заплаха за елинския свят. През 340 г. обявява война на Атина. В прочувствена филипика, заклеймяваща македонската инвазия, Демостен успява да убеди Тива да се притече на помощ срещу напредването на Филип в Атика, но силите на атинско-тиванския съюз са победени от македонците в битката при Херонея през 338 г. пр.н.е.
През 336 г. пр.н.е. Филип е убит и синът му Александър става новият цар на Македония. Първият му поход е военна кампания на север срещу илирите. През следващата година македонците воюват в Тракия. Носи се слух, че Александър е мъртъв и Атина и Тива се вдигат на въстание. Александър обаче се завръща с бърз марш и обсажда Тива през септември 335 г. пр.н.е. Обсадените не се предават, двете страни дават много жертви и накрая македонците надделяват. Александър дава заповед Тива да бъде опожарена, с изключение само на храмовете и къщата на поета Пиндар, а владенията ѝ да се разпределят между останалите беотийски градове. Всички оцелели жители с изключение на свещениците са продадени в робство.